# 14,5-mm-Maschinengewehr PKP
Das 14,5-mm-Maschinengewehr PKP (russisch пулемёт крупнокалиберный пехотный, pulemjot krupnokaliberny pechotny, sinngemäß: großkalibriges Maschinengewehr für Infanterie) ist ein Maschinengewehr, das in der Sowjetunion am Ende des Zweiten Weltkrieges als Infanterieunterstützungswaffe entwickelt und bis in die 1960er-Jahre in der Sowjetarmee eingesetzt wurde.

## Entwicklung
Das PM 1910 im Kaliber 7,62 × 54 mm R war in den 1930er-Jahren immer noch das am weitesten verbreitete schwere Maschinengewehr der Sowjetarmee. Da sich neuere Modelle als wenig zuverlässig erwiesen, wurde es bis 1942 weiterhin hergestellt. Erst 1943 erschien mit dem Gorjunow SG-43 eine Waffe, die das PM1910 zumindest teilweise ablöste, allerdings wurde eine schwere Infanterieunterstützungswaffe zur Bekämpfung leicht- und ungepanzerter Ziele sowie Feldbefestigungen zunehmend benötigt. Mit der für die Panzerbüchsen Simonow PTRS-41 und PTRD entwickelten Patrone 14,5 × 114 mm stand eine dafür geeignete Munition zur Verfügung. Die Panzerbüchsen eigneten sich aufgrund ihrer niedrigen Kadenz nicht für den Einsatz als Infanterieunterstützungswaffe.
Das Maschinengewehr PKP entstand auf Grundlage des von Wladimirow entwickelten überschweren Flugabwehr-MGs KPW. Die Entwicklung des PKP begann bereits 1943, die Serienproduktion wurde erst 1949 aufgenommen.

## Konstruktion
Die grundsätzliche Konstruktion Wladimirows blieb unverändert. Die Waffe ist ein zuschießender Rückstoßlader mit starrer Verriegelung und kurzem Rohrrücklauf, die Verriegelung erfolgt durch einen Drehkopfverschluss. Charakteristische Merkmale der Waffe sind der gelochte Laufmantel sowie der trichterförmige Rückstoßverstärker an der Laufmündung, der das Zurückgleiten des Laufes und den Ladezyklus unterstützt. Es wird gegurtete Munition verwendet, der Gurt konnte – nach Umbau des Gurtzuführers – entweder von links oder von rechts eingelegt werden. Der Lauf ist auswechselbar.
Als Lafette kam zunächst eine von Markow entwickelte Radlafette zum Einsatz. Diese Lafette war deutlich zu schwer. Mit einem Gesamtgewicht von 161 kg konnte die Waffe im Gelände nur von mehreren Soldaten bewegt und in Stellung gebracht werden. Ab dem Jahr 1955 wurde dann eine von Baryschew auf der Grundlage der Lafette des 12,7-mm-Maschinengewehrs DSchK entwickelte faltbare Dreibeinlafette eingesetzt. Obwohl fast dreimal leichter als die Konstruktion von Markow, erwies sich das MG im praktischen Einsatz immer noch als zu schwer und taktisch zu unbeweglich.

## Einsatz
Das MG kam in der Sowjetarmee als Infanterieunterstützungswaffe zum Einsatz. Aufgrund seiner Leistungsfähigkeit konnten mit ihm auch leichtgepanzerte Ziele auf Entfernungen von 800 m bis 1500 m und ungepanzerte bis auf eine Entfernung von 2000 m bekämpft werden. Auf eine Entfernung von 500 m konnte eine Panzerung mit einer Stärke von 32 mm durchschlagen werden. Obwohl die ballistischen Leistungen durchaus dem vorgesehenen Einsatzprofil entsprachen, war das MG zu schwer und unbeweglich: 39,7 kg ungeladen sowie 200 Gramm je Patrone, also bereits etwa 60 kg mit nur 100 Schuss, bei 300 Schuss bereits rund 100 kg. Die Produktion des PKP wurde daher in den 1960er-Jahren eingestellt.